# Novigrád vára (Novigrad na Dobri)
Novigrád vára (horvátul: Stari grad Novigrad na Dobri), vár Horvátországban, a Károlyváros közelében fekvő Novigrad na Dobri határában.

## Fekvése
A falutól északnyugatra, a Dobra keleti partja felett emelkedő 165 méteres magaslaton található.

## Története
Novigrád várának építésének ideje nem ismert és az sem, hogy mikor lett a Frangepánok birtoka, de a 14. században már biztosan az övék volt. A legrégebbi oklevél, melyben a Frangepánok tulajdonában lévő Novigrád szerepel az az 1495-ben kelt szerződés, melyben Frangepán Bernát elcseréli a Dobra menti Sztativát, a Fabianics György birtokát képező modrus megyei Ključ várára. 1543-ban a török negyrészt kifosztotta a felégette a várhoz tartozó uradalom falvait, melyek elnéptelenedtek. Egy 1558-as oklevél, mely Frangepán István javainak elkobzásáról rendelkezik a várat jelentős jövedelműnek mondja, mely főként a vár alatti hídnál szedett vámból, valamint az uradalom jobbágyainak adójából származik. Frangepán István 1577-es halála után per kezdődött a Zrínyiek és a Frangepánok között az örökség miatt, melyet egyezség zárt le, mely szerint Novigrád a Frangepánok birtoka maradt. Az 1610-es birtokmegosztás során a vár és uradalma Frangepán Kristóf birtoka lett. Novigrág vára szerepet játszott Wesselényi-összeesküvés szervezése során is. Frangepán Kristóf hívására ide sereglettek a német uralommal elégedetlen nemesek és katonák. A szervezkedés lelepleződése után Herberstein generális császári hadai az összeesküvésben részt vevők váraival együtt Novigrádot is megrohamozta és kirabolta. Zrínyi Pétert és Frangepán Kristófot Bécsújhelyen kivégezték, az összeesküvésben részt vett szabad nemeseket pedig jobbágysorba vetették. Novigrád várát szolgálataiért maga Herberstein kapta meg, az uradalom szabad falvait is a várúrnak vetették alá. Herberstein 1689-ben a várat a Máltai lovagrendre hagyta, de a rend nem tartott igényt rá és a tulajdonjogot a károlyvárosi ferenceseknek adták át, majd 1746-ban eladták báró Patacsich István ezredesnek. A horvát szábor Patacsichnak átadta a vár alatti, a Dobrán átívelő híd vámjának jövedelmét is. A hidat horvát rendek költségén nem sokkal korábban erősítették meg. A vár 1809-ig a francia megszállásig maradt a család birtokában, ekkor Haramcsics Imrének adták el, aki újra felvirágoztatta a novigrádi uradalmat. Halála után a birtokot a horvát országos ménesbirtok vette meg, mely a birtokot Türk Ferenc károlyvárosi nagykereskedőnek adta tovább.

## A vár mai állapota
A Dobra folyó fölötti hegyen helyezkedik el a szabálytalan, északi irányban nyújtott háromszög alaprajzú vár. A háromszög élén egy hatalmas, kerektorony, míg a többi sarkon két másik torony található. A keleti fal közepén, egy kisebb, félkör alakú torony ugrik ki a fal síkjából. A tornyokból nagyszerű kilátás nyílik a Dobra völgyére. Felvonóhidas bejáratát kapuvédmű biztosította, melyen Patacsich grófné II. József császár 1783-as látogatásának emlékére német nyelvű táblát helyeztetett el. A vár a második világháború idején nagyrészt leégett, ekkor pusztult el a várkápolna is. 1999-től nagyfokú feltárási és felújítási munkák kezdődtek benne, melyek során a délnyugati saroktoronyban egy kilátót alakítottak ki. A várat mára az alapjaitól fogva teljesen felújították, de védelmi jellegéből néhány lőrésen kívül, semmi sem maradt meg. A rekonstrukciós munkálatok még jelenleg is tartanak.